# 한국사회서비스관리원
한국사회서비스관리원은 2011년 5월 2일 한국보건복지정보개발원으로 통합되었다.

## 개요
사회서비스이용권 사업 및 기타 사회서비스 사업 등을 체계적으로 수행함으로써 사회서비스의 경쟁력을 높여 국민의 복지향상에 기여하기 위해 2007년에 설립되었다. 금융 및 정부전산망과 연계한 통합정보시스템을 운용하여 보육서비스,노인돌봄종합서비스, 장애인활동보조서비스 등 8대 서비스사업의 예탁금 지불ㆍ정산, 이용자와 제공기관에게 정보제공 업무를 수행하고 있으며 서비스 모니터링을 통한 품질관리, 서비스 표준화 및 산업화를 위한 연구사업등을 수행하는 준정부기관이었다.

## 소재지
- 서울특별시 강남구 대치동 995-25 상원빌딩 5층

## 주요기능 및 역할
- 사회서비스 이용권(또는 “바우처”라 한다) 지불ㆍ정산, 사후관리 업무
- 사회서비스 바우처 자금관리 업무
- 사회서비스 바우처 사업 교육 및 홍보 지원
- 지역사회서비스 투자사업 기술운영 지원
- 바우처 통합정보시스템 운영 및 바우처 전자관리방식 개발 지원
- 사회서비스 품질관리 및 평가 지원, 연구 사업 등
- 사회서비스의 건전한 육성과 산업화를 위한 전략수립, 성과관리, 서비스 질제고 등에 대한 연구ㆍ조사 등에 관한 업무
- 사회서비스 교육ㆍ홍보, 연구조사 및 사회서비스 진흥 기금조성 사업
- 국가, 지방자치단체, 공공기관의 사회서비스 이용권 사업지원
- 기타 보건복지가족부가 정하는 사업 등

## 연혁
- 2006년 10월 : 보건복지부 사회서비스혁신단 설치
- 2007년 2월 : 한국노인인력개발원 부설 사회서비스관리센터 발족, 사회서비스 4대 바우처사업 수탁(노인돌보미, 장애인활동보조, 지역사회서비스투자, 산모신생아도우미 바우처 사업)
- 2007년 12월 : 재단법인 설립 허가(보건복지가족부 제151호)
- 2008년 4월 : 가사간병 서비스사업 수탁
- 2008년 9월 : 아이사랑카드(보육바우처)사업 업무 수탁
- 2008년 11월 : 임산ㆍ출산 진료비 지원사업 수탁
- 2009년 2월 : 장애아동재활치료 사업수탁
- 2009년 6월 : 장애인장기요양제도 시범사업수탁
- 2009년 9월 : 한국사회서비스관리원으로 명칭 변경
- 2009년 11월 : 서울시 장애인 활동보조 추가 지원사업 수탁
- 2010년 1월 : 위탁집행형 준정부기관으로 지정
- 2010년 8월 : 시청각장애부모 자녀의 언어발달지원사업
- 2011년 5월 2일 : 한국보건복지정보개발원과 한국사회서비스관리원을 한국보건복지정보개발원으로 통합[1]